# Temporada da NHL de 1919–20
A temporada da NHL de 1919–20 foi a terceira temporada da National Hockey League (NHL). Quatro times jogaram 24 partidas cada. O Ottawa Senators, da NHL, ganhou a Copa Stanley ao derrotar o campeão da PCHA, o Seattle Metropolitans, por três jogos a dois na série melhor-de-cinco.

## Negócios da liga
A NHL aprovou a mudança de nome da franquia de Toronto para Tecumseh em 6 de dezembro de 1919, um nome antigo, de quando a franquia disputava a NHA. Alguns dias depois a franquia foi transferida da Arena para investidores privados, que batizaram o clube como Toronto St. Patricks. O grupo pagou cinco mil dólares à NHL pela franquia.
O Quebec Athletic Club também foi aprovado para jogar em 16 de dezembro de 1919 pela NHL. Quebec, que não teve times de hóquei no gelo nas duas primeiras temporadas da NHL, finalmente formou um time, embora não tenha sido bem-sucedido.

## Melhores momentos
O Montreal Canadiens teve sua estreia em casa em 10 de janeiro na moderna Mount Royal Arena, e Newsy Lalonde usou a ocasião para celebrar com seis gols nos 14 a 7 sobre o Toronto St. Patricks.
Jack Darragh, do Ottawa, teve a chance de jogar no gol quando o Toronto derrotou o Ottawa por 5 a 3 em 24 de janeiro. Ele fez isso quando Clint Benedict foi penalizado. Ele não sofreu gol algum durante os dois minutos.
Apesar do péssimo desempenho de duas vitórias e dez derrotas em ambas as metades da temporada, Joe Malone, jogador dos Bulldogs, marcou sete gols em um jogo em 31 de janeiro de 1920, uma marca que permanece até hoje. Ele quase igualou o recorde em 10 de março, quando marcou seis gols na vitória por 10 a 4 sobre o Ottawa Senators. Ele liderou a liga em gols, com 39. Porém, por levar uma média de 7,18 gols por jogo, um recorde que também permanece até hoje, o Quebec ficou em último.
Com a guerra encerrada, os jogadores voltaram para casa e os torcedores voltaram a aparecer em número maior para assistir aos jogos. Em 21 de fevereiro de 1920 um público recorde de 8,5 mil torcedores foi ao estádio assistir ao jogo entre Ottawa e Toronto na Arena Gardens (também conhecida como Mutual Street Arena).
Em 3 de março o Montreal Canadiens pulverizou o Quebec Bulldogs por 16 s 3, estabelecendo um recorde de gols para um time que permanece até hoje.

### Classificação final
|                      | PJ | V | D  | E | Pts | GP | GC |
| -------------------- | -- | - | -- | - | --- | -- | -- |
| Ottawa Senators      | 12 | 9 | 3  | 0 | 18  | 59 | 23 |
| Montreal Canadiens   | 12 | 8 | 4  | 0 | 16  | 62 | 51 |
| Toronto St. Patricks | 12 | 5 | 7  | 0 | 10  | 52 | 62 |
| Quebec Bulldogs      | 12 | 2 | 10 | 0 | 4   | 44 | 81 |

|                      | PJ | V  | D  | E | Pts | GP | GC |
| -------------------- | -- | -- | -- | - | --- | -- | -- |
| Ottawa Senators      | 12 | 10 | 2  | 0 | 20  | 62 | 41 |
| Toronto St. Patricks | 12 | 7  | 5  | 0 | 14  | 67 | 44 |
| Montreal Canadiens   | 12 | 5  | 7  | 0 | 10  | 67 | 62 |
| Quebec Bulldogs      | 12 | 2  | 10 | 0 | 4   | 47 | 96 |

Nota: PJ = Partidas Jogadas, V = Vitórias, D = Derrotas, E = Empates, Pts = Pontos, GP = Gols Pró, GC = Gols Contra

Times que se classificaram aos play-offs estão destacados em negrito.

### Artilheiros
J = Partidas jogadas, G = Gols, A = Assistências, Pts = Pontos, PEM = Penalizações em minutos
| Jogador         | Time                 | J  | G  | A  | Pts | PEM |
| --------------- | -------------------- | -- | -- | -- | --- | --- |
| Joe Malone      | Quebec Bulldogs      | 24 | 39 | 10 | 49  | 12  |
| Newsy Lalonde   | Montreal Canadiens   | 23 | 37 | 9  | 46  | 34  |
| Frank Nighbor   | Ottawa Senators      | 23 | 26 | 15 | 41  | 18  |
| Corbett Denneny | Toronto St. Patricks | 24 | 24 | 12 | 36  | 20  |
| Jack Darragh    | Ottawa Senators      | 23 | 22 | 14 | 36  | 22  |
| Reg Noble       | Toronto St. Patricks | 24 | 24 | 9  | 33  | 52  |
| Amos Arbour     | Montreal Canadiens   | 22 | 21 | 5  | 26  | 13  |
| Cully Wilson    | Toronto St. Patricks | 23 | 20 | 6  | 26  | 86  |
| Didier Pitre    | Montreal Canadiens   | 22 | 14 | 12 | 26  | 6   |
| Punch Broadbent | Ottawa Senators      | 21 | 19 | 6  | 25  | 40  |

### Goleiros líderes
J = Partidas jogadas, V = Vitórias, D = Derrotas, E = Empates, TNG = Tempo no gelo (minutos), GC = Gols contra, JSG = Jogos sem gols, MGC = Média de gols contra
| Jogador        | Time                 | J  | TNG  | GC  | JSG | MGC  |
| -------------- | -------------------- | -- | ---- | --- | --- | ---- |
| Clint Benedict | Ottawa Senators      | 24 | 1443 | 64  | 5   | 2.66 |
| Ivan Mitchell  | Toronto St. Patricks | 16 | 830  | 60  | 0   | 4.34 |
| Georges Vézina | Montreal Canadiens   | 24 | 1456 | 113 | 0   | 4.66 |
| Frank Brophy   | Quebec Bulldogs      | 21 | 1249 | 148 | 0   | 7.11 |

## Playoffs
Todas as datas em 1920
Como o Ottawa Senators ganhou ambas as metades da temporada regular, não houve necessidade de playoffs na NHL, e os Senators receberam a  Copa O'Brien e asseguraram uma vaga na série da Copa Stanley. O Seattle Metropolitans representou a Pacific Coast Hockey Association, depois de uma disputa muito equilibrada na PCHA, quando duas vitórias separaram três equipes. Um problema surgiu, já que os uniformes verde, vermelho e branco do Seattle eram idênticos aos uniformes preto, vermelho e branco do Ottawa. Os Senators concordaram em jogar com suéteres brancos. O ano anterior viu o campeonato ser jogado no oeste. Nesse ano foi disputado em Ottawa, mas, devido a um calor incomum para a época do ano, os dois últimos jogos foram disputados na Arena Gardens, de Toronto.

### Finais
Seattle Metropolitans vs. Ottawa Senators
| Data        | Visitante             | Placar | Mandante              | Placar | Notas             |
| ----------- | --------------------- | ------ | --------------------- | ------ | ----------------- |
| 22 de março | Seattle Metropolitans | 2      | Ottawa Senators       | 3      |                   |
| 24 de março | Seattle Metropolitans | 0      | Ottawa Senators       | 3      |                   |
| 27 de março | Ottawa Senators       | 1      | Seattle Metropolitans | 3      |                   |
| 30 de março | Ottawa Senators       | 2      | Seattle Metropolitans | 5      | Jogado em Toronto |
| 1 de abril  | Seattle Metropolitans | 1      | Ottawa Senators       | 6      | Jogado em Toronto |

O Ottawa venceu a série melhor-de-cinco por 3 a 2 e ganhou a Copa Stanley

### Artilheiros dos playoffs da NHL
J = Partidas jogadas, G =Gols, A = Assistências, Pts = Pontos, 
| Jogador       | Time            | J | G | A | Pts |
| ------------- | --------------- | - | - | - | --- |
| Frank Nighbor | Ottawa Senators | 5 | 6 | 1 | 7   |
| Jack Darragh  | Ottawa Senators | 5 | 5 | 2 | 7   |

## Estreias
Lista de jogadores importantes que disputaram seu primeiro jogo na NHL em 1919–20 (listados com seu primeiro time; asterisco marca estreia nos playoffs):
- Babe Dye, Toronto St. Patricks